# رابرت ایمار
رابرت ایمار (فرانسوی: Robert Aymar‎؛ ۱۹۳۶ – ۲۳ سپتامبر ۲۰۲۴) فیزیک‌دان اهل فرانسه بود که بین سال‌های ۲۰۰۴ تا ۲۰۰۸ میلادی، مدیرکل سرن بود.